# باتريك فـان ليوين
باتريك فـان ليوين (بالهولندية: Patrick van Leeuwen) هو دراج ومدرب كرة قدم ولاعب كرة قدم هولندي، ولد في 16 أبريل 1985 في أسن في هولندا. لعب مع Destil–Parkhotel Valkenburg ‏.

## وصلات خارجية
- باتريك فان ليوين على موقع قاعدة بيانات كرة القدم.إي يو (الإنجليزية)
- باتريك فان ليوين على موقع Soccerway.com (الإنجليزية)
- باتريك فان ليوين على موقع عالم كرة القدم.نت (الإنجليزية)